# Алберони (Верона)
Алберони (итал. Alberoni) је насеље у Италији у округу Верона, региону Венето.
Према процени из 2011. у насељу је живело 231 становника. Насеље се налази на надморској висини од 16 м.